# French Creek (rivière Allegheny)
Pour les articles homonymes, voir French Creek.
French Creek est un affluent de la rivière Allegheny qui coule dans l'État de Pennsylvanie et celui de New York aux États-Unis.

## Étymologie
Cette rivière fut nommée « ruisseau français » en raison de la présence de plusieurs forts français à l'époque de la Nouvelle-France. Le long de cette rivière avait été édifié le fort Le Boeuf et le fort de la Presqu'île. Ces deux forts contrôlaient le portage des canoës jusqu'au lac Érié.

## Géographie
Cette rivière mesure 188 kilomètres de long et couvre un bassin fluvial de 3,289 km2.
Elle prend sa source vers la ville de French Creek située dans l'État de New York. Puis son cours s'écoule dans l'État voisin de Pennsylvanie. Elle reçoit les eaux de la rivière LeBoeuf.
Malgré la proximité du lac Érié qui alimente le bassin fluvial du fleuve Saint-Laurent, la rivière French Creek, se jette dans la rivière Allegheny, qui elle-même est un affluent de la rivière Ohio dont les eaux rejoignent celles du fleuve Mississippi.